# Джакомо II дель Бальцо
Джакомо II дель Бальцо (итал. Giacomo II del Balzo, ум. 1444) — сеньор Мольфетты, Джовенаццо, Спеккьи, Амендолы, Монтесано и Монтесардо.
Сын Джакомо I дель Бальцо, барона ди Рутино и Поццоманьо, сеньора Мольфетты, Джовенаццо и Спеккьи, и Ванеллы Дзурло.

## Семья
Жена: Ковелла ди Токко, дочь Гульельмо III, графа ди Мартина
Дети:
- Раймондо III (ум. 1490), граф Алессано
- Екатерина. Муж: Джованни Джакомо Караччоло из рода графов Сант-Анджело
- Лукреция (ум. после 1504). Муж: Джакомо Караччоло, герцог Каджано
- Джованелла. Муж: Кола ди Монфорте, неаполитанский патриций
- Маргарита. Муж: Шипионе Пандоне, граф ди Венафро